# Kanton Monts du Réquistanais
Der Kanton Monts du Réquistanais ist ein französischer Wahlkreis im Département Aveyron in der Region Okzitanien. Er umfasst 14 Gemeinden in den Arrondissements Millau und Villefranche-de-Rouergue. Durch die landesweite Neuordnung der französischen Kantone wurde er 2015 neu geschaffen.

## Gemeinden
Der Kanton besteht aus 14 Gemeinden mit insgesamt 10.719 Einwohnern (Stand: 1. Januar 2022) auf einer Gesamtfläche von 445,08 km²:
| Gemeinde                     | Einwohner 1. Januar 2022 | Fläche km² | Dichte Einw./km² | Code INSEE | Postleitzahl | Arrondissement           |
| ---------------------------- | ------------------------ | ---------- | ---------------- | ---------- | ------------ | ------------------------ |
| Arvieu                       | 765                      | 46,91      | 16               | 12011      | 12120        | Millau                   |
| Auriac-Lagast                | 229                      | 30,76      | 7                | 12015      | 12120        | Millau                   |
| Calmont                      | 2.208                    | 30,89      | 71               | 12043      | 12450        | Villefranche-de-Rouergue |
| Cassagnes-Bégonhès           | 946                      | 30,93      | 31               | 12057      | 12120        | Villefranche-de-Rouergue |
| Comps-la-Grand-Ville         | 637                      | 21,95      | 29               | 12073      | 12120        | Millau                   |
| Connac                       | 101                      | 10,69      | 9                | 12075      | 12170        | Millau                   |
| Durenque                     | 524                      | 33,15      | 16               | 12092      | 12170        | Millau                   |
| La Selve                     | 583                      | 48,27      | 12               | 12267      | 12170        | Millau                   |
| Lédergues                    | 664                      | 36,31      | 18               | 12127      | 12170        | Millau                   |
| Réquista                     | 1.940                    | 59,32      | 33               | 12197      | 12170        | Millau                   |
| Rullac-Saint-Cirq            | 342                      | 32,74      | 10               | 12207      | 12120        | Millau                   |
| Sainte-Juliette-sur-Viaur    | 634                      | 16,71      | 38               | 12234      | 12120        | Villefranche-de-Rouergue |
| Saint-Jean-Delnous           | 382                      | 18,29      | 21               | 12230      | 12170        | Millau                   |
| Salmiech                     | 764                      | 28,16      | 27               | 12255      | 12120        | Millau                   |
| Kanton Monts du Réquistanais | 10.719                   | 445,08     | 24               | 1213       | –            | –                        |

## Politik
| Vertreter im Departementrat | Vertreter im Departementrat    | Vertreter im Departementrat |
| Amtszeit                    | Namen                          | Partei                      |
| --------------------------- | ------------------------------ | --------------------------- |
| 2015–                       | Régis Cailhol Karine Escorbiac | DVG                         |